# Oonopoides bolivari
Oonopoides bolivari là một loài nhện trong họ Oonopidae.
Loài này thuộc chi Oonopoides. Oonopoides bolivari được miêu tả năm 1987 bởi Dumitrescu & Georgescu.